# Mischief-Riff
Das Mischief-Riff (Filipino: Bahura ng Panganiban, vietnamesisch: Đá Vành Khăn, chinesisch 美濟礁 / 美济礁, Pinyin Měijì Jiāo) ist ein Atoll der Spratly-Inseln im Südchinesischen Meer, welches als Teil der Territorialkonflikte im Südchinesischen Meer von mehreren Staaten beansprucht wird.
Der Ständige Schiedshof in Den Haag urteilte 2016, dass sich das Mischief-Riff im Sinne des Seerechtsübereinkommen innerhalb der ausschließlichen Wirtschaftszone der Philippinen befindet und keine Insel, sondern ein „Felsen“ ist. Dadurch besitzt das Riff zwar ein Küstenmeer, dehnt aber nicht die ausschließliche Wirtschaftszone weiter aus. Es gebe keinerlei historische Rechte für chinesische Ansprüche innerhalb der sogenannten „Neun-Striche-Linie“. Demnach gehört das Atoll administrativ zur Stadtgemeinde Kalayaan innerhalb der philippinischen Provinz Palawan.
Die Volksrepublik China, welche die Insel seit 1995 kontrolliert, will das Schiedsurteil weder „akzeptieren noch anerkennen“ und setzte den 2015 begonnenen Bau eines Luftwaffenstützpunktes im Norden des Atolls fort. Die Republik China (Taiwan) und Vietnam erheben ebenfalls Besitzansprüche auf das Riff.

## Geographie
Das Atoll liegt 105 km östlich der Union-Bank, 230 km nordwestlich der philippinischen Insel Palawan. Es erstreckt sich über eine Länge von 8,7 km von Ost nach West und ist maximal 6,1 km breit. Die Gesamtfläche beträgt 46 km². Die Lagune ist maximal 27 Meter tief und misst rund 33 km² in der Fläche.

## Verwaltung
Das Atoll steht unter der Kontrolle der Volksrepublik China (Stadt Sansha, Provinz Hainan).

## Geschichte

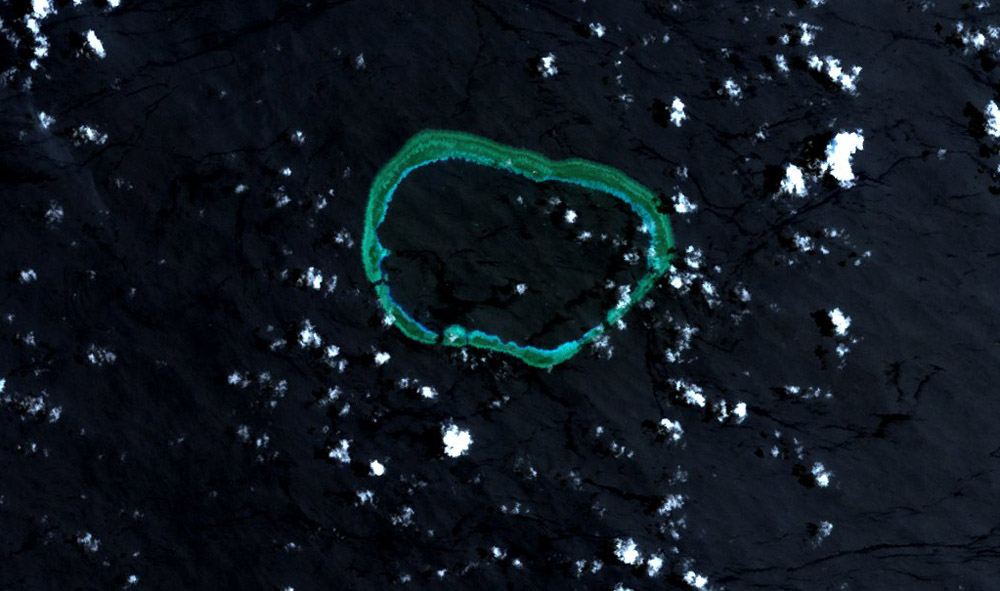
Das Mischief-Riff 2001, vor den großflächigen Landaufschüttungen durch die Volksrepublik China

Das Atoll weist einen nahezu geschlossenen Riffkranz auf, der komplett überflutet wird und auf dem nur einige trockenfallende Korallenblöcke aufliegen. Der Riffkranz war nur im Südwesten durch drei Durchfahrten unterbrochen, von denen die zwei östlichen nur für Boote geeignet waren. Die westliche Durchfahrt ist die South Entrance, die 37 Meter breit und 300 Meter lang war, bei einer Tiefe von 18,3 Metern.
Im Zuge des jüngsten militärischen Ausbaus seitens der Volksrepublik China wurden diese Fahrrinnen für Hochseeschiffe weiter ausgehoben. Die dritte Unterbrechung des Kranzes ist durch das Aufschütten einer künstlichen Insel zunehmend versandet und hebt sich kaum noch vom Rest des Ringes ab.
Im Februar 1995 hat die Volksrepublik China einige Holzhütten als Schutzunterkünfte für Fischer auf dem Riff errichtet, um ihre Besitzansprüche zu untermauern. 1999 folgte ein offizieller Protest der Philippinen gegen dieses Vorgehen. Die Regierung der Philippinen vermutete, dass die Holzhütten einen militärischen Stützpunkt darstellen, weil sie nahe der Insel Palawan liegen (etwa 230 Kilometer). Die Philippinen erheben ebenfalls Besitzansprüche, um sich die reichen Ölvorkommen, die unter den Inseln lagern sollen, zu sichern. Trotz der Vereinbarung eines Status quo über die Insel mit den Philippinen erfolgte seit 2000 der militärische Ausbau des Inselstützpunkts seitens der Volksrepublik China, unter anderem mit der Errichtung von Bunkern. Seit 2007 wird eine ökonomisch genutzte Fisch- und Krabbenzucht betrieben und seit 2011 gibt es 13 mehrstöckige Gebäude mit einer permanenten Stationierung von 50 chinesischen Marinesoldaten. Am 5. Dezember 2012 wurden 53 Fischer als permanente Zivilbevölkerung angesiedelt und das „Dorf Meiji“ (美济村) gegründet, weitere knapp hundert Häuser als Unterkünfte für Zivilbevölkerung sind im Bau. Das Dorf Meiji untersteht der Großgemeinde Yongshu Jiao. China Mobile hat Meiji Jiao und das umliegende Seegebiet an das chinesische Mobilfunknetz angeschlossen.
Anfang 2015 wurde durch Aufschütten von Sand auf dem Riff zunehmend Land gewonnen und ein Luftwaffenstützpunkt auf der Nordseite sowie eine weitere Insel im Süden und eine kleine weitere im Westen des Atolls errichtet. Die beiden bereits bestehenden Gebäude im Norden und Süden wurden dabei größtenteils eingelandet. Die Luftwaffenstützpunkte in den Spratlys, darunter Mischieff-Riff, und ein weiterer auf Woody Island in den Paracels ermöglichen es chinesischen Militärflugzeugen, über einem Großteil des Südchinesischen Meeres zu operieren. Entsprechendes gilt für die Radarabdeckung.